# Haniel Museum

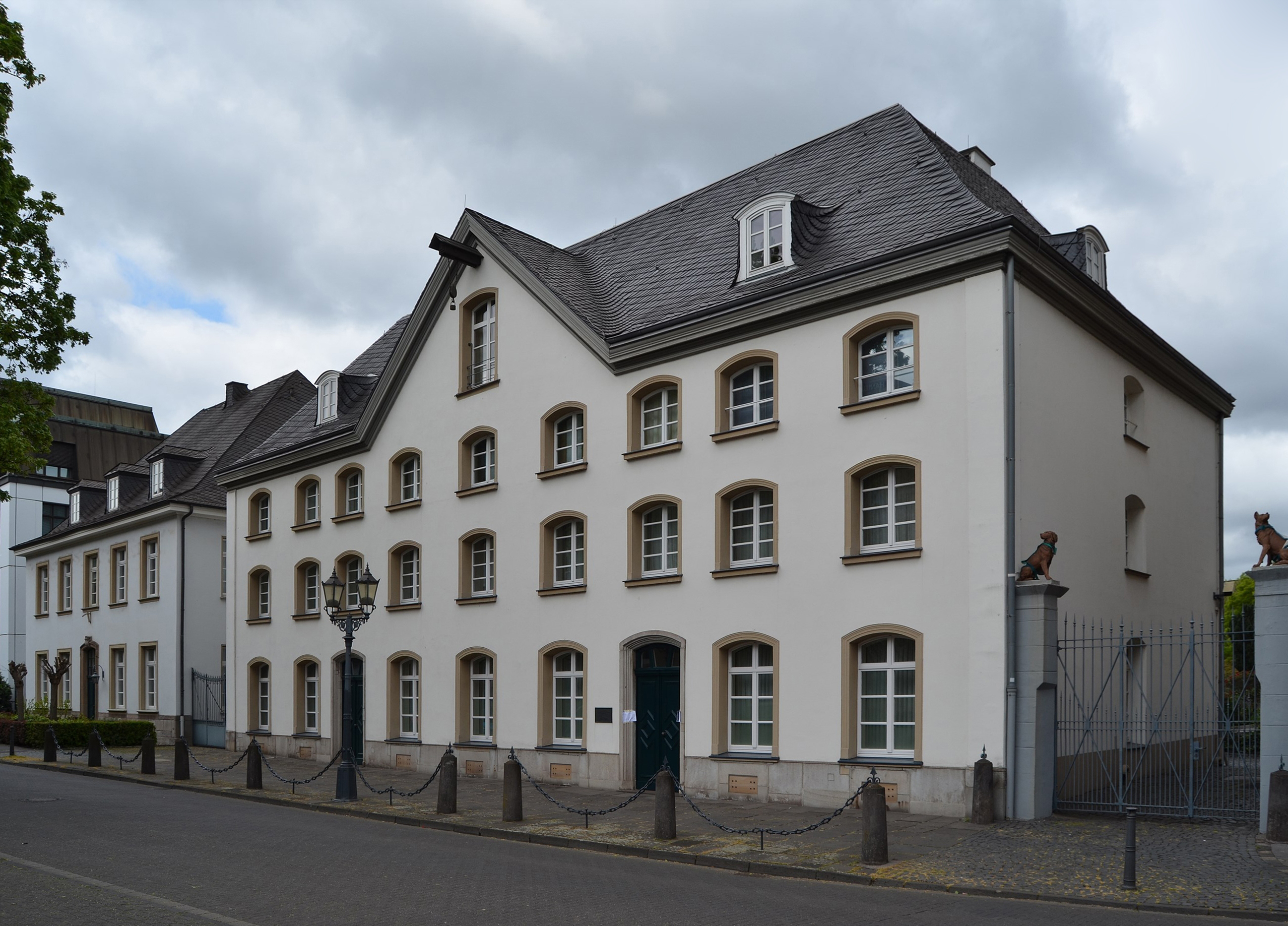
Haniel Museum (April 2014)

Das Haniel Museum ist ein Museum in Duisburg-Ruhrort.
Es ist untergebracht im ältesten Gebäude Ruhrorts, dem ehemaligen Wohnhaus und Gründerhaus des Unternehmens Haniel. Franz Haniels Großvater, der Ruhrorter Bürgermeister Jan Willem Noot, hatte es 1756 errichtet und war als „Ruhrorter Packhaus“ bekannt. Darin errichtete Haniels Vater Jacob Wilhelm Haniel 1772 das erste Handelshaus der Familie. Es war das erste Gebäude außerhalb der Stadtmauern Ruhrorts und ist heute Teil des Geländes der Hauptverwaltung der Franz Haniel & Cie. GmbH.
Nach Ende des Zweiten Weltkrieges diente das Haus vielen Haniel Mitarbeitern und ihren Familien als Notunterkunft. Auch zog im Erdgeschoss für einige Jahre die Landeszentralbank ein, bis deren Neubau fertiggestellt war.
Weiterhin diente das Erdgeschoss der ehemaligen Wohnung repräsentativen Zwecken. In den Wohnräumen lebten Bedienstete oder wohnungssuchende Angestellte. Seit 1980 wurden diese Zimmer jedoch als Casinoräume für Vorstände, Aufsichtsräte und Geschäftsführer genutzt.
Ende der 1960er Jahre entstand die Idee, im Büroteil des Gebäudes ein Museum einzurichten. Aus Büros wurden allmählich Ausstellungsräume. Ende der 1970er Jahre entdeckte die Geschäftsführung den Speicher des Gebäudes als interessanten Rahmen für repräsentative Anlässe. Der bis dahin vorhandene Schneesack im Dach wurde durch ein Flachdach geschlossen, alte Verschläge im Speicher wurden entfernt, die Balken gebürstet. So entstand um 1980 einer der schönsten Veranstaltungsräume Duisburgs.
In den ersten Jahren bestand die Ausstellung hauptsächlich aus der Geschichte der Binnenschifffahrt und der Haniel Reederei. Mitte der 1990er Jahre begann die Ausstellung, thematisch vielfältiger zu werden. Heute gibt es Räume zu den Themen Binnenschifffahrt, Seeschifffahrt, Ruhrort, Hausmusik, Kunst der Familie Haniel, Pharmazie, Bergbau, Hüttenwesen (Gutehoffnungshütte), Büros im 19. und 20. Jahrhundert und Wohnen im 19. Jahrhundert.
Die Exponate sind größtenteils offen ausgestellt und deshalb nur angemeldeten Besuchergruppen zugänglich.
Weil 1993 im neuen Gastronomiegebäude am Franz-Haniel-Platz auch ein Casino eingerichtet wurde, konnte das Museum um die ehemaligen Wohnräume erweitert werden. Es erstreckt sich seit 1995 fast über das ganze Haus. Ausgenommen sind nur die Salonräume im Erdgeschoss. Hier empfängt die Firma Haniel wie zu Franz Haniels Zeiten Gäste. Die deutschen Außenminister Klaus Kinkel und Joschka Fischer, der bulgarische Staatspräsident Georgi Parwanow und Prinz Claus der Niederlande sind Beispiele aus den 1990er Jahren.
Wegen Renovierungsarbeiten musste das Museum Anfang 2003 für ein Vierteljahr geschlossen werden. In dieser Zeit haben zahlreiche Handwerker alle Böden des Hauses geöffnet und fast alle tragenden Balken verstärkt. Auch das Dach wurde saniert und komplett mit neuen Schieferplatten eingedeckt.